# Tien Bos
Martinus (Tien / Tinus) Bos (Haarlem, 11 december 1880 – Amsterdam, 22 april 1959) was een Nederlands voetballer en voetbalscheidsrechter.

## Biografie
Hij was zoon van koopman Gerardus Bos en Gezina Margaretha Tibboel, wonende aan de Korte Houtstraat. Hij werd vernoemd naar de vader van zijn moeder, Martinus Tibboel, die bij het huwelijk van zijn ouders in 1878 broodbakker was. Hij trouwde in 1926, met als beroep boekhouder, met Sara Ooms die kostuumnaaister was.
Bos speelde tussen 1896 en 1898 voor HFC waarmee hij naar de eerste klasse promoveerde. Hierna was hij eerste elftalspeler voor Haarlem waarmee hij in 1902 de Holdertbeker won. In 1914 begon zijn loopbaan als scheidsrechter. Bos was een ervaren scheidsrechter die 20 jaar op het hoogste niveau zou fluiten. Nadat hij gestopt was werd hij in december 1935 door de NVB geroyeerd omdat hij initiatiefnemer was van een poging om profvoetbal in te voeren.
Na zijn loopbaan in de sport werd hij aannemer en woonde met zijn gezin voor langere tijd aan de Linnaeusstraat 66 te Amsterdam. Hij werd begraven op De Nieuwe Ooster. 

## België-Engeland 1920
Op 17 februari 1920 stond de vriendschappelijke wedstrijd België-Engeland op programma in het stadion Ukkel nabij Brussel floot. De Belgische Voetbalbond had de NVB gevraagd een scheidsrechter te leveren. Ze hadden daartoe een telegram gezonden naar het kantoor van Carl Hirschman, tweede voorzitter van NVB en FIFA. Op diens kantoor werkte Bos. Hirschman had het telegram zonder naam te noemen doorgezonden naar Steven Coldeweij, voorzitter van de scheidsrechterscommissie die over benoemingen ging. Vlak daarna volgde bij Coldeweij een nieuw bericht van Bos, waarbij Coldeweij aannam dat Bos op voorspraak van Hirschman benoemd zou zijn. Hirschman heeft dat altijd ontkend. Coldeweij had weliswaar problemen met Bos, maar zag zich door tijdsdruk (er was een visum nodig voor België) akkoord te gaan en de scheidsrechterscommissie te passeren, hetgeen hem op commentaar kwam te staan.
Bos behoorde niet tot de beste scheidsrechters van Nederland die normaliter voor dergelijke wedstrijden werden aangesteld. Hij had geen moeite met een vermoedelijke eis, dat hij voorlopig geen Duitse wedstrijd zou mogen fluiten. Bos had daarbij het idee dat het dergelijke embargo toch binnenkort wel opgelost zou zijn. De Belgische Bond was echter niet blij met Bos, men had ingezet op de scheidsrechter Willem Eijmers of Job Mutters. Tot het laatst toe was onzeker of Bos de wedstrijd inderdaad zou fluiten.
België won met 3-1 met Belgische doelpunten van onder meer Robert Coppée en van Hegge. Voor zover na te gaan kwam er na die wedstrijd geen enkel commentaar op Bos’ leiding. Het bleef wel zijn enige interlandwedstrijd.